# Bene
Bene, uvala i predjel na sjevernoj strani brda Marjana, u zapadnom dijelu Splita. Predio je dobio ime po srednjovjekovnoj crkvici sv. Benedikta. Nalazi se na području Park šume Marjan i dio je Gradskog kotara Spinut.
Omiljeno je kupalište, izletište i mjesto za rekreaciju brojnih Splićana. Na lokaciji se nalazi ugostiteljsko-rekreacijski centar Bene koji se sastoji od restorana, dječjeg parka s trampolinom i ljuljačkama te terena za mali nogomet i tenis.